# Jennifer Oeser
Jennifer Oeser (Brunsbüttel, 29 novembre 1983) è una multiplista tedesca.

## Progressione

### Eptathlon
| Stagione | Risultato | Luogo        | Data      | Rank. Mond. |
| -------- | --------- | ------------ | --------- | ----------- |
| 2011     | 6.663 p.  | Ratingen     | 17-7-2011 | 3ª          |
| 2010     | 6.883 p.  | Barcellona   | 31-7-2010 | 4ª          |
| 2009     | 6.493 p.  | Berlino      | 16-8-2009 | 3ª          |
| 2008     | 6.436 p.  | Ratingen     | 22-6-2008 | 11ª         |
| 2007     | 6.378 p.  | Osaka        | 26-8-2007 | 7ª          |
| 2006     | 6.376 p.  | Göteborg     | 8-8-2006  | 8ª          |
| 2005     | 5.637 p.  | Ratingen     | 26-6-2005 | 103ª        |
| 2004     | 5.936 p.  | Ratingen     | 27-6-2004 | 45ª         |
| 2003     | 5.901 p.  | Bydgoszcz    | 18-7-2003 | 46ª         |
| 2002     | 5.595 p.  | Filderstadt  | 2-6-2002  | 94ª         |
| 2001     | 5.531 p.  | Vaterstetten | 25-8-2001 | -           |
| 2000     | 5.167 p.  | Val-de-Reuil | 13-8-2000 | -           |

## Palmarès
| Anno | Manifestazione    | Sede           | Evento    | Risultato | Prestazione | Note                                     |
| ---- | ----------------- | -------------- | --------- | --------- | ----------- | ---------------------------------------- |
| 2002 | Mondiali juniores | Kingston       | Eptathlon | 8ª        | 5.405 p.    |                                          |
| 2003 | Europei under 23  | Bydgoszcz      | Eptathlon | Oro       | 5.901 p.    | Miglior prestazione personale            |
| 2006 | Europei           | Göteborg       | Eptathlon | 8ª        | 6.376 p.    | Miglior prestazione personale            |
| 2007 | Mondiali          | Osaka          | Eptathlon | 7ª        | 6.378 p.    | Miglior prestazione personale            |
| 2008 | Giochi olimpici   | Pechino        | Eptathlon | 10ª       | 6.360 p.    |                                          |
| 2009 | Mondiali          | Berlino        | Eptathlon | Argento   | 6.493 p.    | Miglior prestazione personale            |
| 2010 | Europei           | Barcellona     | Eptathlon | Bronzo    | 6.683 p.    | Miglior prestazione personale            |
| 2011 | Mondiali          | Taegu          | Eptathlon | Argento   | 6.572 p.    |                                          |
| 2012 | Giochi olimpici   | Londra         | Eptathlon | 28ª       | 5 455 p.    |                                          |
| 2015 | Mondiali          | Pechino        | Eptathlon | 10ª       | 6 308 p.    | Miglior prestazione personale stagionale |
| 2016 | Giochi olimpici   | Rio de Janeiro | Eptathlon | 9ª        | 6 401 p.    |                                          |